# Opsanus beta
El pez sapo del Golfo (Opsanus beta) es una especie de pez sapo que se encuentra en el Golfo de México.

## Descripción
El pez sapo del golfo comúnmente pesa de 0,91 a 1,36 kg y miden de 28 a 36 cm, pero a veces se capturan los más pequeños que pesan unos 100 g y miden de 10 a 13 cm.

## Distribución
Opsanus beta se encuentra en el Golfo de México, comúnmente cerca de la costa alrededor de puentes y estructuras como pilotes. Prefieren áreas poco profundas cerca de poblaciones de peces pequeños.

## Dieta
El pez sapo del Golfo es un depredador oportunista y se alimenta en el fondo marino. Prefieren estar cerca de áreas que albergan peces pequeños para poder alimentarse sin tener desplazarse mucho.

## Pesca con caña
El pez sapo del Golfo se considera comúnmente un pescado morralla (pescado con muchas espinas, poca molla y fuerte sabor). Parecen peligrosos y viscosos, por lo que la gente se abstiene de comerlos. Comerán fácilmente los cebos de los pescadores y evitarán que atrapen pesca. Por lo general, comen trozos de cebo, especialmente cebos anchos, como calamares cortados o pescado congelado.
Tienden a tragarse los anzuelos, lo que los hace difíciles de desenganchar. También compiten con los recursos por peces de pesca más deseables y tienen pocos depredadores.

## Toxinas
Comúnmente se cree que el pez sapo del Golfo es tóxico o venenoso, pero esta creencia no es cierta. Mientras que otros miembros de la familia de los batracoidos (peces sapo) tienen secreciones tóxicas, el pez sapo del golfo no las tiene. Aún se desconoce el propósito de sus secreciones pueden tener efectos irritantes en las personas y los peces, pero no son una toxina.